# Guimarães (família)

Guimarães (em ortografia arcaica Guimaraens) é um apelido de família toponímico da língua portuguesa. A família Guimarães é descendente dos mais nobres clãs da região norte de Portugal, ligada à dinastia Afonsina.

## Prováveis origens históricas
Segundo estudiosos, este apelido de família tem origem germânica, vem de Wigmar "cavalo (marah) de combate (wig)" , formou-se assim o nome de homem Vimara e expressão Wimaranis (villa ou quinta do Vimara).
A história da família se funde com a história da nacionalidade no mundo ocidental, a região de Guimarães (Vimaranes originalmente) foi o berço da primeira nação europeia, a nação Portuguesa, sendo conhecida, portanto, como a "Cidade Berço".
Os Vimaranenses bem como os membros da família Guimarães eram tratados como os "Conquistadores" obviamente devido à relação com história Portuguesa.
O primeiro que comprovadamente possuiu o apelido de família Guimarães foi Dom Martinho Guimarães, escrivão da câmara, tabelião geral de El'Rey, juiz da comarca de Braga, posteriormente senhor do solar dos Guimarães na região de mesmo nome. Ele é apontando como ascendente direto de Dom Pedro I, Imperador do Brasil (Dom Pedro IV de Portugal) – todos de mesmo apelido de família formaram gerações e pertencem à mesma linhagem.

## Brasão
A família Guimarães teve seu brasão de armas concedido em 1494.